# Erwin Koller (Germanist)
Erwin Koller (* 20. Mai 1947 in Innsbruck; † 18. April 2010 in Lissabon) war ein österreichischer Germanist und Lusitanist.

## Leben
Erwin Koller studierte an der Universität Innsbruck, der Universität seiner Heimatstadt. Er promovierte 1970 mit der Arbeit Der Motivkreis von Krankheit und Verwundung. Funktion und sprachliche Verwirklichung in deutschen Dichtungen des Mittelalters (Innsbruck 1971). An der Uni Innsbruck lehrte er als Assistent und habilitierte sich ebenda mit der Schrift Totentanz. Versuch einer Textembeschreibung (Innsbruck 1980). Nach Gastdozenturen im Ausland und einer Vertretung an der Universität Augsburg erhielt er den Ruf an die Julius-Maximilians-Universität Würzburg. Dort ist er von 1983 bis 1993 als Professor für Deutsche Linguistik tätig gewesen, bevor er sich dazu entschloss, mit seiner portugiesischen Frau (erneut) auszuwandern und einen Neuanfang als Professor an der Universität Minho zu wagen. In Braga leitete er elf Jahre lang, von 1993 bis zu seiner vorzeitigen Pensionierung im Juni 2004, die dortige Germanistische Abteilung der Geisteswissenschaftlichen Fakultät (ILCH – Instituto de Letras e Ciências Humanas). Im Jahre 1999 war Erwin Koller für die Schaffung der Deutsch-Portugiesischen Postgraduation (Spezialisierung und Mestrado) als interkulturelles und bilinguales Aufbaustudium verantwortlich.

## Veröffentlichungen
- Der Motivkreis von Krankheit und Verwundung. Funktion und sprachliche Verwirklichung in deutschen Dichtungen des Mittelalters. Philosophische Dissertation Innsbruck 1970.
- Beobachtungen eines Zauberberg-Lesers zu Thomas Bernhards Roman «Frost». In: Amsterdamer Beiträge zur Neueren Germanistik. Band 2, 1973, S. 107–136.
- Totentanz. Versuch einer Textembeschreibung (= Innsbrucker Beiträge zur Kulturwissenschaft, Germanistische Reihe. Band 10). Institut für Germanistik der Universität, Innsbruck 1980, ISBN 3-85124-077-4.
- mit Werner Wegstein und Norbert Richard Wolf: Neuhochdeutscher Index zum mittelhochdeutschen Wortschatz. Hirzel, Stuttgart 1990, ISBN 3-7776-0422-4.
- „Fraenggisch gschriim?“ – Eine Fehleranalyse unterfränkischer Schüleraufsätze (= Reihe germanistische Linguistik. Band 110). Niemeyer, Tübingen 1991, ISBN 3-484-31110-X.
- Karl Moritz Rapp, Sechzig portugiesische Sonette in oberschwäbischer Übersetzung (Synoptische Ausgabe) (= Lusorama. Beihefte. Reihe 2: Studien zur Literatur Portugals und Brasiliens. Band 7). TFM, Frankfurt 1992, ISBN 3-925203-23-0 (PDF).
- Mundsünden: Ein Fastenpredigtzyklus Geilers von Kaisersberg. In: G.A. Plangg & E. Thurnher (Hrsg.): Sprache und Dichtung in Vorderösterreich. Wagner, Innsbruck 2000, ISBN 978-3-7030-0342-4, S. 136–172.